# Daniel Bănulescu
Daniel Bănulescu (n. 31 august 1960, București) este un romancier, poet și dramaturg român.

## Date biografice
Daniel Bănulescu a urmat studii de inginerie. A lucrat și ca jurnalist. A fost membru al cenaclului Universitas, condus Mircea Martin.

## Volume publicate

### Romane
„Clanul” de romane Cea mai frumoasă poveste a lumii este alcătuit, până în acest moment, din romanele:
1. Te pup în fund, Conducător Iubit!, Editura Nemira, 1994, ISBN 973-569-023-3. Cea mai recentă ediție: Editura Integral, 2015 ( ediția a patra, revizuită.)
2. Diavolul vânează inima ta, Editura Charmides, 2014, ISBN 978-606-8513-25-6. Cea mai recentă ediție: Editura Integral, 2016 ( ediția a doua, revizuită. Text definitiv.)
3. N-ai vrea să te trimit în Paradis? , Editura Paralela 45, 2019.
4. Cel mai bun roman al tuturor timpurilor, Editura Cartea Românească, 2008, ISBN 9789732319758. Ediția a doua, rescrisă și îmbunătățită. Editura Charmides, 2015. Cea mai recentă ediție: Editura Integral, 2016 ( ediția a treia, revizuită.)

### Dramaturgie
- Cine a câștigat Războiul Mondial al Religiilor?, 2005; Ediția a doua, reșlefuită și mai intens luminată, Editura Cartea Românească, 2011, ISBN 	978-973-23-2949-8
- Vrei să fii prietenul lui Dumnezeu?, Editura Charmides, 2013, ISBN 978-606-8513-29-4

### Poezie
- Te voi iubi pân la sfârșitul patului, Editura Cartea Românească, 1993; Ediția a-2-a: Editura AXA, 2002, ISBN 973-8053-84-0
- Balada lui Daniel Bănulescu, Editura Cartea Românească, 1997, ISBN 973-23-0621-1
- Republica Federală Daniel Bănulescu - Antologie a primelor doua cărți inedite de poezie + dosar critic + rescrierea unor poeme. Editura Vinea, 2000,
- Daniel, Al Rugăciunii, Editura Muzeului Literaturii Române, 2002
- Ce bine e să fii Daniel Bănulescu – Antologie + Poeme noi, Editura Cartea Românească, 2010, ISBN 	978-973-23-2900-9
- În Șerpărie, cele mai bune 35 de poeme scrise de Daniel Bănulescu – Antologie + Poeme noi, Editura Tracus Arte, 2013, ISBN 606-664-173-9
- " TRILOGIA DE POEZIE" cuprinde cărțile " Te voi iubi pân' la sfărșitul patului", "Balada lui Daniel Bănulescu" și "Daniel, al rugăciunii", toate trei în ediții definitive, separate și conținând și poeme inedite. Editura Tracus Arte, 2017.
- " DUMNEZEU ȚINE ÎNTREG UNIVERSUL PE DEGETUL SĂU MIC". Și antologie și poeme noi. Editura Știința. 2021. Chișinău. Republica Moldova.

## Premii, burse literare
Daniel Bănulescu a obținut burse literare în Germania, Franța, Austria, Ungaria, Bosnia, Croația.
- 1993: Premiul pentru „Cel mai bun debut” acordat de către Uniunea Scriitorilor din România pentru cartea de poezie: „ Te voi iubi pân la sfârșitul patului”
- 1997: Poetul orașului București, acordat de către primăria orașului București pentru cartea de poezie: „Balada lui Daniel Bănulescu”
- 1998: Premiul Asociației Scriitorilor  București pentru romanul: „Cei șapte regi ai orașului București”
- 1998: Premiul Academiei Române acordat pentru romanul: „Cei șapte regi ai orașului București”
- 2005: Premiul European pentru Poezie (împreună cu scriitorul și traducatorul Ernest Wichner), acordat de către orașul Munster, Germania
- 2008: Premiul cititorilor, acordat în cadrul Premiilor revistei Observator Cultural, pentru cartea "Cel mai bun roman al tuturor timpurilor"
- 2013: Premiul pentru dramaturgie acordat de Uniunea Scriitorilor din România pentru piesa „Vrei să fii prietenul lui Dumnezeu?"
- 2013: Premiul special pentru poezie, acordat de Asociația Publicațiilor Literare și Editurilor din România ( APLER ) pentru cartea "În Șerpărie"

Decorat de către Președinția României cu Ordinul „Meritul Cultural” în grad de cavaler.

## Afilieri
Este membru al Uniunii Scriitorilor din România.

## Traduceri
Diverse poeme și capitole din romane au fost traduse în franceză, germană, engleză, maghiară, olandeză, sârbă, cehă, bulgară, italiană, slovacă, macedoneană, ucraineană ș.a, 2003-prezent.

### Volume
- Schrumpeln wirst du wirst eine exotische Frucht sein (titlul în limba română:"Te vei stafidi, vei fi un fruct exotic"). Poezie. Traducere în limba germană de Ernest Wichner. Edition Per Procura, Wien, Lana, 2003.
- Ich küsse dir den Hintern, Geliebter Führer! Roman. Traducere în limba germană de Aranca Munteanu, Edition Per Procura, Wien, Lana, 2005.
- Was schön ist und dem Daniel gefällt (titlul în limba română:"Ce-i frumos și lui Daniel îi place"). Poezie. Traducere în limba germană de Ernest Wichner. Merz-Solitude Publishing House, Stuttgart, 2009.
- Who won the World War of Religions?  (titlul în limba română:"Cine a câștigat Războiul Mondial al Religiilor?"). Theatre. Traducere în limba engleză de Alistair Ian Blyth. University of Plymouth Press, United Kingdom, 2010.
- Най-хубавият роман на всички времена  (titlu original: Cel mai bun roman al tuturor timpurilor). Roman. Traducere în limba bulgară de Vanina Bojikova. Editura Paradox, Bulgaria, 2010.
- Csokolom a segged, Szeretett Vezerunk!  (titlul în limba română:"Te pup in fund, Conducător Iubit!") Roman. Traducerea în limba maghiară îi aparține lui Peter Demeny. Scolar Kiado. Budapest, Hungary, 2014.:
- Ki nyerte meg a vallasok vilaghaborujat?  (titlul în limba română:"Cine a câștigat Războiul Mondial al Religiilor?") Teatru. Traducere în limba maghiară de Boroka Balazs. Editura AB-ART, Slovacia, 2015.
- Der Teufel jagt nach deinem Herzen.  (titlul în limba română: "Diavolul vânează inima ta"). Roman. Traducere în limba germană de Ernest Wichner. POP-Verlag, Ludwigsburg, 2017.
- "A Sátán a szívedre vadászik"  (titlul în limba română: "Diavolul vânează inima ta"). Roman. Traducere în limba maghiară de Peter Demeny. Scolar Kiado. Budapest, Hungary, 2017.
- "Цілую твої сідниці, Улюблений Керманичу!", (titlul în limba română: "Te pup în fund, Conducător Iubit!" ). Roman. Traducere în limba ucraineană de Anatol Viere. Editura BUKREK, Cernăuți, Ucraina, 2017.
- "Die Republik Daniel Bănulescu" (titlul în limba română: "Republica Daniel Bănulescu"). Poezie. Traducere în limba germană de Ernest Wichner. Editura Pop Verlag Ludwigsburg. Germania, 2018
- "Wat goed om Daniel Banulescu te zijn" (titlul în limba română: "Ce bine e să fii Daniel Bănulescu"). Poezie. Traducere în limba olandeză/neerlandeză de Jan H. Mysjkin. Editura UITGEVERIJ VLEUGELS, Olanda, 2018.
- "Ich küsse Dir den Hintern, geliebter Führer" ( titlul în limba română: "Te pup în fund, Conducător Iubit!"). Roman. Traducere în limba germană de Ernest Wichner. Editura Pop Verlag Ludwigsburg. Germania. 2018.
- "Ljubim te u dupe, voljeni vodo!" ( titlul în limba română: "Te pup în fund, Conducător Iubit!"). Roman. Traducere în limba sârbă de  Dura Miocinovic. Editura Književna radionica Rašić. Serbia. 2019.
- "Akarsz Isten  barátja lenni?" ( titlul în limba română: "Vrei să fii prietenul lui Dumnezeu?"). Dramaturgie. Traducere în limba maghiară de Boroka Balazs. Editura AB-ART, Slovacia. 2019.
- "Je t'aimerai jusqu'au bout du lit" ( titlul în limba română: "Te voi iubi pân' la sfârșitul patului"). Carte de poezie. Traducere în limba franceză de Linda Maria Baros. Editura La Traductiere. Paris. 2021.
- "Τι θα ’λεγες να σε στείλω στον Παράδεισο" ( titlul în limba română: "N-ai vrea să te trimit în Paradis?") Roman. Traducere în limba greacă de Angela Bratsou și Luminița Kotsopoulou. Editura Vakxikon. Grecia. 2021.
- "Το καλύτερο μυθιστόρημα όλων των εποχών" ( titlul în limba română: "Cel mai bun roman al tuturor timpurilor") Roman. Traducere în limba greacă de Angela Bratsou și Luminița Kotsopoulou. Editura Vakxikon. Grecia. 2021.
- "Isten-a-kisujjan-tartja-az-egesz-Univerzumot" ( titlul în limba română: "Dumnezeu tine intreg Universul pe degetul sau mic") Poezie. Traducere in limba maghiara de Balazs F. Attila. Editura Ab Art, Ungaria. 2022.

## Prezență în antologii
"Engel in het raam op het oosten. Hedendaagse poëzie uit Roemenië". Traducere în limba olandeză/neerlandeză de Jan H. Mysjkin. Editura Poëziecentrum, Gand (Belgica), 2010
"Testament - Anthology of Modern Romanian Verse - Bilingual Edition English/Romanian" / "Testament - Antologie de Poezie Română Modernă - Ediție Bilingvă Engleză/Română" (Daniel Ioniță, Editura Minerva 2012).
"Pour le prix de ma bouche. Poésie roumaine post-communiste". Traducere în limba franceză de Jan H. Mysjkin. Editura L'Arbre à paroles, Amay (Belgica), 2019.